# Ecoliner
Ecoliner är ett utvecklingsprojekt för ett dieseldrivet passagerarflygplan för regionaltrafik.
Flygplanet är konstruerat av Sven Olof Ridder, professor i aerodynamik vid Kungliga Tekniska högskolan. Flygplanet är lågvingat med en flygplanskropp som har ett cirkulärt tvärsnitt eftersom den är utrustad med tryckkabin.
Flygplanet har en inre layout med en förarkabin för två piloter och en kabin för 18 passagerare. Flygplanets två dieselmotorer är placerade flygplanskroppen bakom tryckkabinen, med en axel drivs två skjutande propellrar monterade på svepta stöttor strax framför fenan. Under motorutrymmet finns ett bagagerum. Hela flygplanet tillverkas i kompositmaterial huvudsakligen kolfiber. Bränsleförbrukningen vid marschfart och fullt antal passagerare beräknas bli 6 gram per passagerare och kilometer. Flygplanets stigförmåga med en motor uppfyller bestämmelserna i FAR 23. 